# Кнут Рьоріксон
Кнут I (дан. Knútr; ? —902/905) — король Йорвіку у 899—900 роках.

## Життєпис
Про родину відомо замало. Був сином Рьоріка або Рюрика з Хедебю (Данія), який втік зі своїми прихильниками після захоплення влади Гормом Старим. Разом з батьком брав участь у походах проти фризів та володінь імператора Лотаря I. Рьорік помер у 844 або 846 році.
У 865 році був у складі Великого поганського війська. Брав участь у всіх походах проти Вессексу, Мерсії, Східної Англії та Шотландії. Отримав значну земельну ділянку від Гальфдана I або Сігфріта.
Після смерті короля Сігфріта у 899 році було обрано королем Йорвіку. Про його діяльність відомо замало. Від володарювання Кнута залишилися лише монети — срібні пенні (скита). Незабаром стикнувся із заворушеннями, внаслідок чого вимушений був тікати. Це сталося у 900 або 902 році. Його наступником став принц Етельвальд, що втік з сакського королівства Вессекс.
Кнут загинув у Дубліні: за деякими версіями його втопили під час купання.